# Chérigné
Chérigné là một xã trong tỉnh Deux-Sèvres trong vùng Nouvelle-Aquitaine ở phía tây nước Pháp. Xã này nằm ở khu vực có độ cao trung bình 66 mét trên mực nước biển.
Sông Boutonne chảy qua xã này.